# Mineirão
Mineirão (phát âm tiếng Bồ Đào Nha: [minejˈɾɐ̃w]), tên chính thức là Sân vận động Thống đốc Magalhães Pinto (tiếng Bồ Đào Nha: Estádio Governador Magalhães Pinto), là một sân vận động bóng đá nằm ở Belo Horizonte, Minas Gerais, Brasil. Đây là sân vận động lớn nhất ở bang Minas Gerais. Sân được khánh thành vào năm 1965.
Đây là một trong những sân vận động tổ chức các trận đấu của Cúp Liên đoàn các châu lục 2013 và Giải vô địch bóng đá thế giới 2014. Sân cũng tổ chức một số trận đấu môn bóng đá của Thế vận hội Mùa hè 2016. Sân vận động có sức chứa 61.846 khán giả. Sân thuộc sở hữu của bang Minas Gerais. Đây là sân nhà của Atlético Mineiro và Cruzeiro.

## World Cup 2014
Sân vận động được tổ chức 6 trận đấu tại World Cup 2014, bao gồm 4 trận ở vòng bảng, 1 trận ở vòng 16 đội và 1 trận bán kết.

| Ngày                | Giờ   | Đội        | Kết quả                 | Đội     | Vòng        | Khán giả |
| ------------------- | ----- | ---------- | ----------------------- | ------- | ----------- | -------- |
| 14 tháng 6 năm 2014 | 13:00 | Colombia   | 3 - 0                   | Hy Lạp  | Bảng C      | 57.174   |
| 17 tháng 6 năm 2014 | 13:00 | Bỉ         | 2 - 1                   | Algérie | Bảng H      | 56.800   |
| 21 tháng 6 năm 2014 | 13:00 | Argentina  | 1 - 0                   | Iran    | Bảng F      | 57.698   |
| 24 tháng 6 năm 2014 | 13:00 | Costa Rica | 0 - 0                   | Anh     | Bảng D      | 57.823   |
| 28 tháng 6 năm 2014 | 13:00 | Brasil     | 1 - 1 (h.p) 3 - 2 (Pen) | Chile   | Vòng 16 đội | 57.714   |
| 8 tháng 7 năm 2014  | 17:00 | Brasil     | 1 - 7                   | Đức     | Bán kết     | 64.141   |